# Пардо, Павел
Па́вел Па́рдо Сегу́ра (англ. Pável Pardo Segura; 26 июля 1976, Гвадалахара) — мексиканский футболист, завершивший карьеру.
Пардо провёл 148 матчей за сборную Мексики с 1996 по 2009 год, став вторым в списке по количеству проведённых матчей за всю историю сборной.  Участвовал в чемпионатах мира 1998 и 2006, стал обладателем Кубка конфедераций 1999.
Ветеран клуба «Америка», Пардо провёл за клуб в общей сложности 330 матчей и забил 25 голов.

## Биография

### Клубная карьера

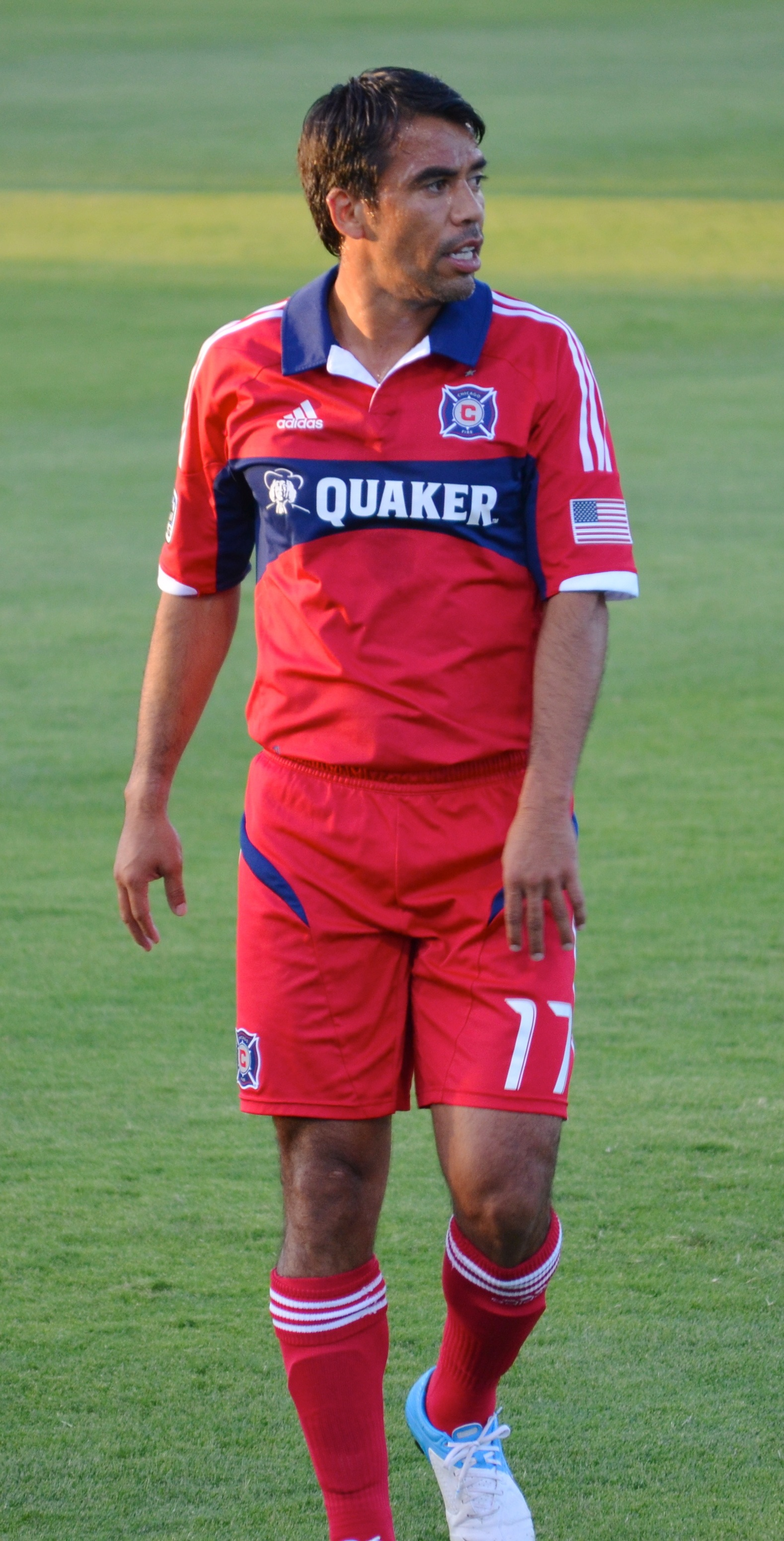
Павел Пардо в форме клуба «Чикаго Файр» в 2012 году

Пардо начал свою карьеру в 1993 году, в клубе «Атлас». Также, он успел поиграть в команде «Текос», прежде чем прийти в клуб «Америка». Именно здесь, он стал рассматриваться, как один из лучших игроков Мексики, а также добился большого успеха на клубном поприще.  Павел стал ветераном «Америки», проведя в сумме 330 матчей за команду клуба.
После выступления за команду Мексики на крупных международных форумах, а именно Кубке конфедераций и Чемпионате Мира, Павлом начали интересоваться множество иностранных клубов. Шли слухи, что в его услугах заинтересованы аргентинский «Ривер Плейт» и испанский «Рекреативо из Уэльва».
После чемпионата мира, Пардо перешёл в «Штутгарт», вместе со своим соотечественником Рикардо Осорио. Сумма сделки составила 1 миллион евро. Первый мяч за свою новую команду, Павел провёл 16 сентября 2006 года, во встрече против «Вердера».
19 мая 2007 года, «Штутгарт» завоевал титул лучшего клуба страны. В том сезоне он провёл 33 встречи, выступая в качестве одного из столпов команды. Павел занял пятую строчку в списке лучших игроков чемпионата Германии того года.
В январе 2009 года, за плату в 4 миллиона долларов, Павел вернулся в клуб «Америка».
В июле 2011 года, после того как «Клуб Америка» разрешил ему расторгнуть контракт, Павел подписал контракт с «Чикаго Файр» в американской высшей лиге MLS.  18 января 2012 года Пардо продлил свой контракт с клубом дополнительно на два года.
19 января 2013 года Павел Пардо заявил о завершении своей футбольной карьеры.

### Карьера в сборной
Дебют Пардо за сборную Мексики состоялся в 1996 году в матче против сборной США.  С тех пор Пардо неоднократно становился капитаном сборной и провёл 148 матчей, забив 11 голов за национальную сборную.  Павел приводил команду страны к победе на Кубке конфедераций 1999, а также Золотом кубке КОНКАКАФ 1998 и 2003.  Пардо выступал на чемпионатах мира 1998 и 2006, а также Кубках Америки 1997 и 1999.

## Достижение
«Штутгарт»
- Чемпион Германии: 2006/07